# Velsignelse
Velsignelse eller benediction er i religiøs sammenhæng en tilkendegivelse af guddommelig velvilje eller nåde. Nogle velsignelser har standardiserede formuleringer, således f.eks. den aronitiske og den apostolske velsignelse i kristendommen.
Velsignelse benyttes også i overført betydning om noget godt.
| Religion | Spire Denne religionsartikel er en spire som bør udbygges. Du er velkommen til at hjælpe Wikipedia ved at udvide den. |